# 革命人民党
革命人民党（土耳其語：Devrimci Halk Partisi，缩写为DHP）是土耳其的一个已不存在的共产主义政党。该党成立于1994年。该党出版杂志《替代》，1990年代这份杂志的销售量一度达到2万份。该党与库尔德斯坦工人党关系密切。1999年，该党解散，其成员随后与一些库尔德斯坦共产党脱党分子组成“革命路线战士”组织。